# Frank Stephen Baldwin
Frank Stephen Baldwin   (New Hartford, 10 d'abril de 1838 - Denville i Morristown, 8 d'abril de 1925) va ser un inventor i matemàtic estatunidenc conegut per haver estat el primer gran constructor de màquines calculadores mecàniques.

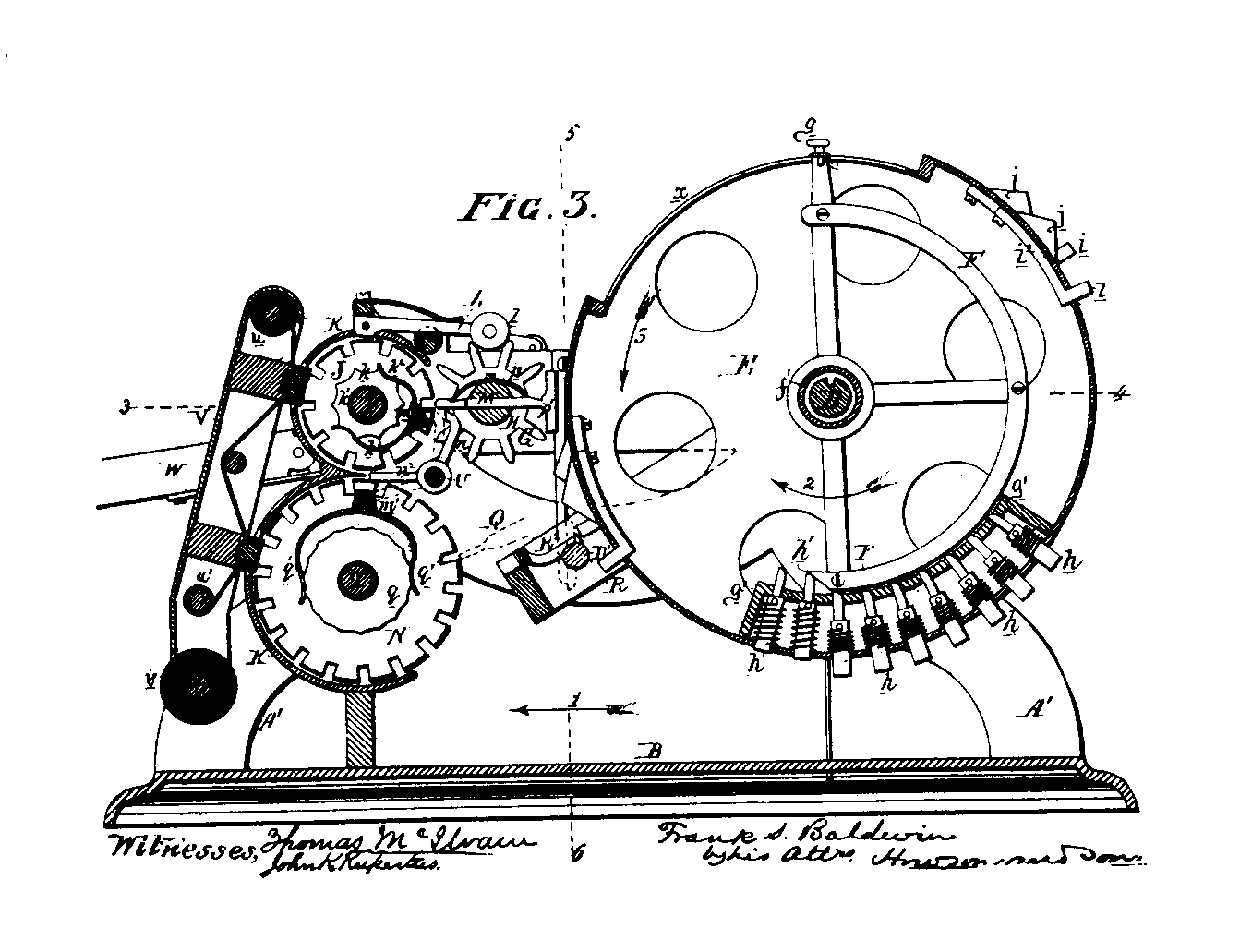
Croquis de la calculadora de Baldwin

La seva família es va traslladar a Nunda (Nova York) quan només tenia dos anys. En aquesta població va fer els seus estudis, fins que el 1854 va ingressar al Union College de Schenectady (New York); però no va poder acabar els seus estudis perquè el seu pare va tenir un accident que el va deixar impedit i va haver de prendre la direcció del negoci familiar.
El 1869 va anar a Saint Louis com gerent d'uns molins i, a partir, d'aquesta època es va dedicar més intensament a desenvolupar els seus propis invents. El 1873, l'any després de casar-se, es van traslladar a Williamsport (Pennsilvània), on va començar a construir i vendre màquines de calcular que va designar amb el nom d'aritmòmetres. Les màquines consistien en un disc mòbil amb pínnules que es podien estendre fora del disc.
A partir de 1911 es va associar amb Jay Randolph Monroe per impulsar la Monroe Calculating Machine Co. que va estar fabricant aquestes màquines fins al 1971.